# Augustus Petrus van Ooteghem
Augustus Petrus van Ooteghem (Sluiskil, 6 februari 1923 – Terneuzen, 4 september 1992) was een Nederlands politicus van de KVP.
Hij werkte als loondorser, maar was ook actief in de lokale politiek. In de jaren 50 zat hij al in de gemeenteraad van Philippine en hij is daar ook wethouder geweest. Eind 1964 overleed P.J.L. van Hoek, tot dan burgemeester van Philippine. Daarna nam Van Ooteghem als loco-burgemeester diens functie waar. In september 1966 werd hij benoemd tot waarnemend burgemeester van Philippine. Hij zou dat blijven tot die gemeente in 1970 opging in de gemeente Sas van Gent. 
Van Ooteghem overleed in 1992 op 69-jarige leeftijd.